# Evangelische Pfarrkirche Lindenfels

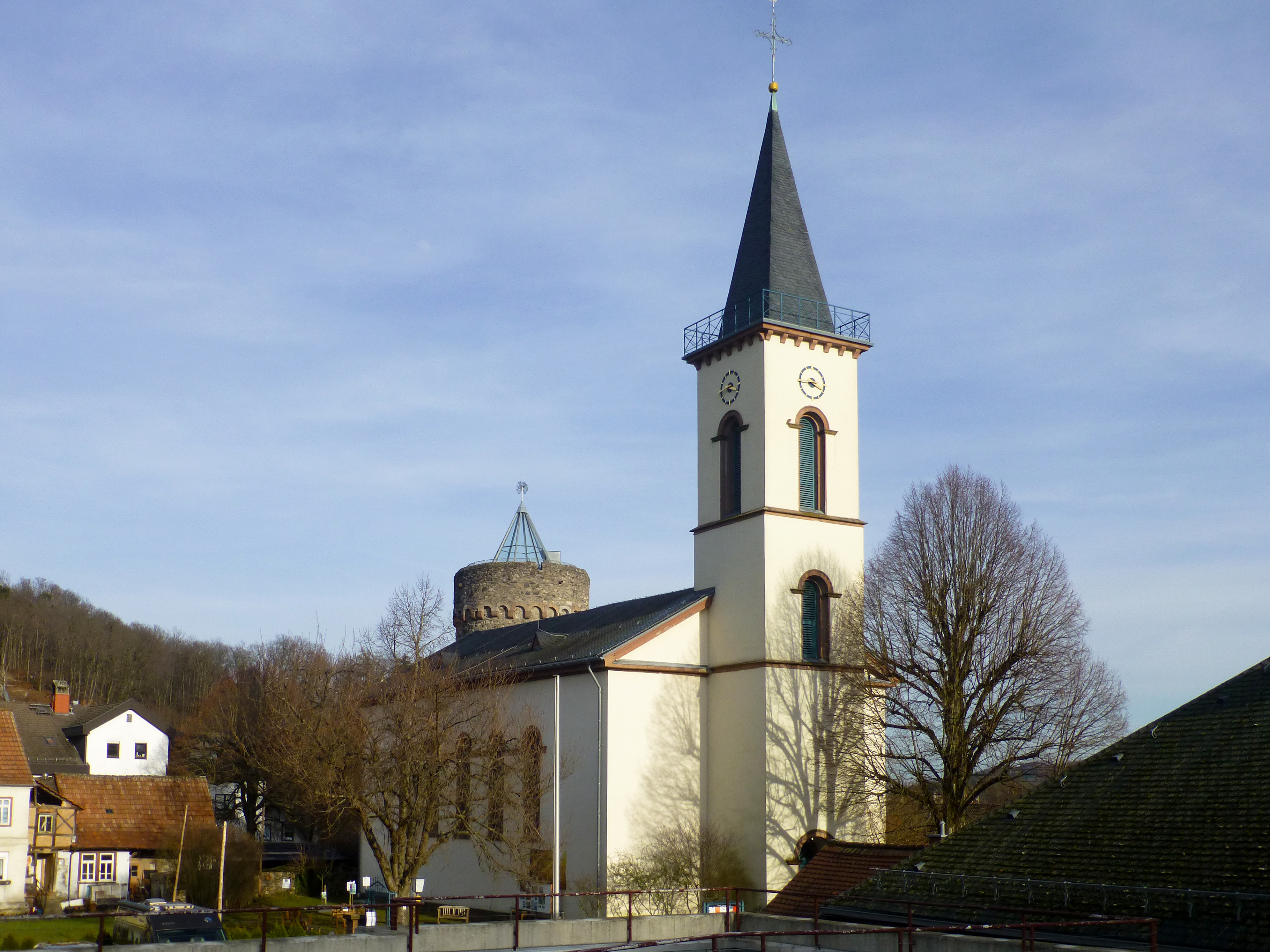
Evangelisch-reformierte Kirche in Lindenfels, hinter der Kirche der Bürgerturm

Die Evangelische Pfarrkirche Lindenfels in Lindenfels im Landkreis Bergstraße in Hessen wurde 1825 erbaut, geht aber auf einen spätmittelalterlichen Vorgängerbau zurück. Die Kirchengemeinde gehört zum Dekanat Bergstraße in der Propstei Starkenburg der Evangelischen Kirche in Hessen und Nassau.

## Geschichte
Die Kirche in der Nordostecke des mittelalterlichen Stadtkerns geht auf die spätmittelalterliche Kirche des Ortes zurück, um die sich damals auch der Begräbnisplatz der Einwohner befand. Die frühe Geschichte der alten Kirche ist nur fragmentarisch bekannt. Im Hochmittelalter gab es noch keine Kirche in Lindenfels, sondern nur die Burgkapelle der Burg Lindenfels, die als Doppelkapelle in ihrer Unterkirche von den Bewohnern der Stadt und der umliegenden Orte genutzt wurde. 1403 ist eine Kapelle in der Stadt belegt, die wohl wie die Kirche in Schlierbach Filial von Fürth war. 1417 durfte zur Errichtung einer Pfarrkirche gesammelt werden. Bald darauf scheint sie errichtet worden zu sein, da gegen Ende des 15. Jahrhunderts bereits wieder für Baumaßnahmen gesammelt wurde. Im 16. Jahrhundert und auch noch später teilt die Kirche die wechselvolle Reformationsgeschichte der Kurpfalz. Bei weiteren Baumaßnahmen könnte erhaltenes Baumaterial der 1563 abgebrannten Kapelle in Lichtenklingen verwendet worden sein.
Wie die alte Kirche im 17. Jahrhundert aussah, zeigt die Vorzeichnung des Kupferstichs von Lindenfels von Matthäus Merian, die im Städelmuseum in Frankfurt lagert. Es handelte sich um ein einschiffiges Gebäude mit rechteckigem Dachreiter mit spitzem Helm. Anders, als heute war bei der damaligen Kirche der Eingang sicher im Osten. Über die Baufälligkeit der alten Kirche liegen seit dem späten 16. Jahrhundert immer wieder Berichte vor, ohne dass es zu einer grundlegenden Erneuerung gekommen wäre. 1763 zählte die Kirche zu den ältesten und baufälligsten im Land, sie wurde aber dennoch 1768 auf ein angrenzendes, von der Familie Pretlack erworbenes Grundstück erweitert und 1795 nach einem Dachbrand wieder repariert. Bis 1817 hegte man weitere Renovierungs- und Erweiterungspläne, bevor man sich doch zu einem Abriss und einem Neubau entschloss. Bis es jedoch so weit war, vergingen nochmals mehrere Jahre. Die alte Kirche wurde schließlich 1823 abgerissen.
Die neue Kirche wurde 1825 nach Plänen von Georg Moller erbaut. Moller wirkte auch maßgeblich beim nachträglichen Einbau einer Empore 1829 mit. Eine Orgel wurde 1837 angeschafft.

## Beschreibung
Die Kirche ist ein klassizistischer Saalbau mit Satteldach, an dessen Schmalseite im Westen ein schlanker quadratischer Kirchturm mit Spitzhelm angebaut ist. Das Sockelgeschoss des Turms dient als Zugang und Vorhalle des Langhauses, das von einer flachen Decke überspannt wird. Die Ausstattung der Kirche ist noch größtenteils bauzeitlich.
Aus der alten Kirche erhalten blieben ein gotisches Sandsteinbecken und ein Steinrelief mit Christuskopf von der Giebelfläche eines spätgotischen Sakramentshäuschens, der am Eingang des Hauses Baureneck verbaut wurde.